# Jean-Jacques Guissart
Jean-Jacques Guissart (5. august 1927 - 15. september 2008) var en fransk roer, født i Paris, bror til René Guissart.
Guissart vandt ved OL 1952 i Helsinki en sølvmedalje i firer uden styrmand, hvor Pierre Blondiaux, Marc Bouissou og Roger Gautier udgjorde resten af besætningen. I finalen blev franskmændene besejret af den jugoslaviske båd, mens Finland fik bronze. Det var det eneste OL han deltog i.
Blondiaux vandt desuden to EM-bronzemedaljer, en i firer uden styrmand i 1951 og en i otter i 1953.

## OL-medaljer
- 1952:  Sølv i firer uden styrmand